# Soziale Reproduktion
Soziale Reproduktion bezeichnet die Reproduktion sozialer Strukturen und Systeme, in der Regel auf der Grundlage bestimmter Voraussetzungen in Demographie, Bildung und der Vererbung materiellen Besitzes oder Rechtstitel (wie früher beim Adel). Reproduktion wird hier als Aufrechterhaltung und Weiterführung bestehender Verhältnisse verstanden. Dabei wird der soziale Strukturwandel außer Acht gelassen.

## Grundlegendes
Voraussetzung jeder sozialen Reproduktion ist, dass in der sich möglicherweise reproduzierenden sozialen Klasse, sozialen Schicht oder auch nur Berufsgruppe (man denke z. B. an Artistenfamilien) eigene Kinder geboren werden. Ist die Kinderzahl kleiner als die Zahl der Eltern, entsteht allein dadurch schon soziale Mobilität.
Im Zusammenhang mit Bildung beschreibt Reproduktion, dass das Bildungssystem dazu beiträgt, bestehende Machtverhältnisse aufrechtzuerhalten. In der Bildungsforschung lassen sich grob zwei Erklärungsstränge über die Funktion von Bildung für gesellschaftliche Veränderungen differenzieren. Während die Wandelthese besagt, dass durch das Bildungssystem in entscheidender Weise gesellschaftliche Ressourcen verteilt werden, sieht die Reproduktionsthese in der Bildung keine unabhängige Variable. Das Bildungssystem sei vollständig abhängig von der Gesellschaftsstruktur und seine Aufgabe bestehe lediglich darin, die bestehenden gesellschaftlichen Ungleichheiten zu legitimieren und zu reproduzieren. Heute kommen diese beiden Thesen in ihrer Reinform kaum noch vor.
Vertreter der Reproduktionsthese ordnen auch den Begriff Chancengleichheit einer Ideologie zu, der der Reproduktion der Ungleichheit diene.
Nach Louis Althusser ist das Bildungssystem Bestandteil der Ideologischen Staatsapparate, die der Reproduktion der Arbeitskraft dienen.

## Systematik
Aufgabe von Erziehung ist es traditionell, die für das Funktionieren der Gesellschaft nötigen Fähigkeiten und Informationen an die heranwachsenden Generationen weiterzugeben. Dabei wird in der Regel neben dem Wissen auch der Status über Erziehung reproduziert, als historisches Beispiel: indem adlige Kinder auf ihre Herrschaftsaufgaben vorbereitet werden, während bäuerliche Kinder alleine in Richtung bäuerlicher Tätigkeiten erzogen wurden.
Zur Reproduktion werden in der Erziehungswissenschaft die folgenden Aspekte gezählt:
1. Sozialisation, also die Integration in die Gesellschaft;
2. Qualifizierung, die Weitergabe von Wissen und Fähigkeiten;
3. Allokation, das heißt die Zuordnung zu einer gesellschaftlichen Gruppe oder Position;
4. Selektion, die Auswahl beispielsweise beim Zugang zu Bildung.

Diese vier Aspekte überschneiden sich und arbeiten an der Aufrechterhaltung der gesellschaftlichen Strukturen. Solche Nebenwirkungen von Erziehung werden auch als „heimlicher Lehrplan“ bezeichnet.

## Soziale Reproduktion nach Louis Althusser
Louis Althusser zufolge ist für die Reproduktion der Arbeitskraft nicht nur die Reproduktion der Qualifikation notwendig, sondern gleichzeitig die fortlaufende Unterwerfung unter die Regeln der etablierten Ordnung, d. h.:
"für die Arbeiter die Reproduktion ihrer Unterwerfung unter die herrschende Ideologie und für die Träger der Ausbeutung und Unterdrückung eine Reproduktion der Fähigkeit, gut mit der herrschenden Ideologie umzugehen, um auch "durch das Wort" die Herrschaft der herrschenden Klasse zu sichern"
Für die Wiederherstellung der Arbeitskraft gelte nicht, dass Qualifikation und Unterwerfung nebeneinander existieren, sondern
"die Reproduktion der Qualifikation der Arbeitskraft erfolgt in den Formen der ideologischen Unterwerfung".

## Soziale Reproduktion nach Pierre Bourdieu
Der französische Soziologe Pierre Bourdieu betont die unbewusste und bewusste Weitergabe des individuellen und des Klassenhabitus als Grundlage der sozialen Reproduktion. Er bezeichnet die unterschiedliche Verfügung über ökonomisches, soziales, kulturelles, und Bildungskapital als Voraussetzung für die Übertragung der feinen Unterschiede zwischen den Menschen bezüglich Geschmack, Lebensstil und sozialem Status. Die soziale Reproduktion sieht er durch die individuelle und gesellschaftliche Sozialisation als eng determiniert an. Die Person inkorporiert die Ausdrucksweisen ihrer gesellschaftlichen Klasse und integriert sie individuell. Sozialer Wandel stellt für ihn eher die Ausnahme dar. Chancengleichheit ist eine Illusion.

## Geschichte (Deutschland)
Die Forderungen der Aufklärung nach Freiheit, Gleichheit und Brüderlichkeit sollte insbesondere durch Erziehung erreicht werden, die in den bürgerlichen Erziehungsvorstellungen beinahe alles erreichen kann. Gleichzeitig kommt mit der Aufklärung auch die Forderung nach Selbstunterwerfung der Menschen unter die gesellschaftlichen Zwänge auf. So schrieb Immanuel Kant in seinem berühmten Aufsatz Beantwortung der Frage: Was ist Aufklärung?, aus dem auch die vielzitierte Definition der Aufklärung als „Ausgang des Menschen aus seiner selbst verschuldeten Unmündigkeit“ stammt: „räsonniert, so viel ihr wollt, und worüber ihr wollt; nur gehorcht!“
Diese Selbstunterwerfung findet seine Entsprechung im meritokratischen Bildungssystem, in dem formal nur die Leistung nicht aber die Herkunft eine Rolle spielen soll. Dabei standen schon die Bildungsreformer Wilhelm von Humboldt und Johann W. Süvern der konkreten Umsetzung der Reformen in Deutschland nach 1812 kritisch gegenüber. Während Humboldt eine Einheitsschule angestrebt hat, entwickelte sich das dreigliedrige Schulsystem. Dieses trennte damals ab der Einschulung die Schüler eng an den Schichtgrenzen und bereitete sie auf berufliche Laufbahnen entsprechend ihrer sozialen Herkunft vor.
Dass Mädchen im 19. Jahrhundert erst sehr allmählich und begrenzt Zugang zu höherer Bildung erhielten, lässt sich in dem Sprachgebrauch, den dieser Artikel vorstellt, ebenfalls als „Reproduktion“ beschreiben, nämlich als die Reproduktion der Geschlechterrollen. Auch auf die Benachteiligung von sprachlichen und religiösen Minderheiten ist die Denkfigur „Reproduktion“ anwendbar.
In der Weimarer Republik kritisierte neben Otto Rühle vor allem auch Siegfried Bernfeld insbesondere die Reproduktion der Klassenverhältnisse, da Arbeiterkinder von Bildungsprivilegien ausgeschlossen wurden. So schreibt Bernfeld 1925 in Sisyphos oder die Grenzen der Erziehung: „Die ökonomisch soziale Struktur der Gesellschaft hat ihren eindeutig bestimmten Rahmen für diese Reaktion in sich. Die Organisation der Erziehung ist aufs genauste bestimmt. An ihr ist auf keinem anderen Weg auch nur das mindeste zu ändern als ausschließlich durch eine voraufgegangene Änderung dieser Struktur. … Die Erziehung ist konservativ. Ihre Organisation ist es insbesondere. Niemals ist sie die Vorbereitung für eine Strukturänderung der Gesellschaft gewesen. Immer - ganz ausnahmslos - war sie erst die Folge der vollzogenen“.
Im Nationalsozialismus wurde die Reproduktion der Klassenverhältnisse noch verschärft.
Nach dem Ende des nationalsozialistischen Regimes empfahl die von den Alliierten eingesetzte Zook-Kommission, das dreigliedrige Schulsystem abzuschaffen. Es hätte dazu beigetragen, die Untertanenmentalität und das Elitebewusstsein zu fördern. In den westlichen Sektoren wurde dennoch das hochselektive dreigliedrige Schulsystem beibehalten.
In der Sowjetischen Besatzungszone wurde das Bildungssystem konsequent entnazifiziert. Der dadurch aufgetretene Mangel an Lehrkräften wurde dadurch ausgeglichen, dass viele Arbeiter und Arbeiterinnen in einem Schnellverfahren zu Lehrkräften ausgebildet wurden. Hierdurch und durch die Einführung einer Einheitsschule gelang es, die Zahl von Arbeiterkindern an Hochschulen so weit zu steigern, dass sie dem prozentualen Anteil in der Gesamtbevölkerung entsprach. Ab den 1960er Jahren reproduzierten sich die verschiedenen Bildungsschichten wieder weitgehend aus sich selbst.
Auch heute wird die Reproduktionswirkung des Bildungswesens kritisiert. In der Bundesrepublik Deutschland wird diese Kritik zumeist an der frühzeitigen Aufteilung der Schüler auf verschiedene Schulformen festgemacht. Dies führe zu einer systematischen Fehleinschätzung bei den Lehrkräften zum Nachteil von Kindern aus unteren Schichten und bei Migrantenkindern (IGLU-Studie). In jüngster Zeit ist verstärkt auf die fehlende Betreuung an Nachmittagen aufmerksam gemacht worden. Insbesondere die PISA-Studie zeigt, dass im internationalen Vergleich die soziale Durchlässigkeit im deutschen Bildungswesen sehr gering ist. Ein PISA-Ländervergleich von 2003 hat ergeben, dass in Bayern Akademikerkinder gegenüber Facharbeiterkindern bei gleicher Lesekompetenz und Mathematikkompetenz eine knapp 7-fach höhere Chance eines Gymnasialbesuchs hat (im Bundesdurchschnitt eine 4fach höhere Chance). Allein durch die formale Erleichterung des Zugangs zu höheren Bildungsabschlüssen (die dadurch inflationär entwertet werden) kann die Reproduktionswirkung nicht überwunden werden (→ Bildungsparadox).

## Kritik
Kritiker merken an, dass in letzter Konsequenz eine Gesellschaft, in der die Lebenschancen gerecht verteilt seien, nicht nur die Abschaffung des Erbrechts, sondern auch eine frühzeitige, weitgehende Kollektivierung der Kleinkindererziehung erfordern würde. Eine solche Gesellschaft sei nicht weniger utopisch als eine von vorneherein klassenlose. Diese Kritiker bevorzugten daher für eine konstruktive Kritik des Erziehungssystems Begriffe wie "soziale Durchlässigkeit" und "Chancengleichheit".